# ريكاردو إيسخايو
ريكاردو إيسخايو (بالبرتغالية: Ricardo Esgaio‏) (16 مايو 1993 البرتغال - ) هو لاعب كرة قدم برتغالي، يلعب كلاعب وسط.

## وصلات خارجية
ريكاردو إيسخايو على موقع الاتحاد الدولي (مؤرشف)  (الإنجليزية)
- ريكاردو إيسخايو على موقع الاتحاد الأوربي (الإنجليزية)
- ريكاردو إيسخايو على موقع قاعدة بيانات كرة القدم.إي يو (الإنجليزية)
- ريكاردو إيسخايو على موقع Soccerway.com (الإنجليزية)
- ريكاردو إيسخايو على موقع أوليمبيديا (الإنجليزية)
- ريكاردو إيسخايو على موقع AS.com (الإسبانية)